# Réception (football américain)
Pour les articles homonymes, voir Réception.
La réception au football américain est l'action d'attraper une passe. Quand le joueur n'y parvient pas, on parle de passe incomplète. Lorsqu'un défenseur adverse attrape le cuir à la place de l'attaquant, on parle d'une interception.
Le gain total d'une réception est calculé entre l'endroit où le centre réalise le snap et l'endroit où l'action se termine. On diffère parfois les yards gagnés dans les airs (Air Yards) et les yards gagnés après la réception (Yards After Catch ou YAC).
Pour qu'une réception soit validée, il faut que le joueur attrapant le ballon prenne possession du ballon dans le terrain de jeu. Les règles de la National Football League discutent régulièrement de ce qu'est une réception. Par exemple, les joueurs n'ont plus le droit d'utiliser le sol pour attraper un ballon.